# José Rafael Lepiani
José Rafael Lepiani Loyola (Perú, 1839 - Perú, 1892) fue un político peruano. 
En 1884 formó parte de la Asamblea Constituyente convocado por el presidente Miguel Iglesias luego de la firma del Tratado de Ancón que puso fin a la Guerra del Pacífico. Esta asamblea no solo ratificó dicho tratado sino también ratificó como presidente provisional a Miguel Iglesias, lo que condujo a la Guerra civil peruana de 1884-1885.
Es tío, por parte paterna, del pintor peruano Juan Lepiani.